# ヒッペー
ヒッペー（古希: Ἵππη, Hippē）、あるいはヒッポー（古希: Ἱππώ, Hippō）は、ギリシア神話の女性、あるいは馬である。「牝馬」の意。長母音を省略してヒッペ、ヒッポとも表記される。ケンタウロスのケイローンとニュムペーのカリクローの娘で、もともとはオーキュロエーという名前だったといわれる。ヘレーンの子のアイオロスとの間にメラニッペーを生んだ。
ヒッペーはケイローンに医術を学び、さらに予言の術にも長けていた。しかしヒッポーは人々に神託を授けたため、ゼウスによって栗毛色の牝馬に変えられた。
オウィディウスによれば、ケイローンのところにアポローンの赤子アスクレーピオスが連れてこられたとき、オーキュロエーは霊感によって赤子の運命を、さらにケイローンの死の運命を予言し、さらにもっと多くの予言を告げようとした。しかしゼウスはそれらすべてを言い終わる前に牝馬の姿に変えたため、それ以降、オーキュロエーはヒッペーと呼ばれるようになった。